# Evangelický kostel (Braník)
Evangelický kostel v pražské čtvrti Braník se nachází v prostoru bývalého vápencového lomu v blízkosti přírodní památky Branické skály. Byl vystavěn po druhé světové válce jako provizorní modlitebna podle projektu architekta Pavla Bareše.

## Historie kostela
Stavba kostela probíhala v období od září 1947 do dubna 1948. Slavnostně otevřen byl 9. května 1948.

Kostel, v letech poválečné nouze postavený ze smrkového dřeva, vyprojektoval architekt Pavel Bareš. Částečným vzorem mu údajně byl toleranční evangelický kostel ve Velké Lhotě na Valašsku.

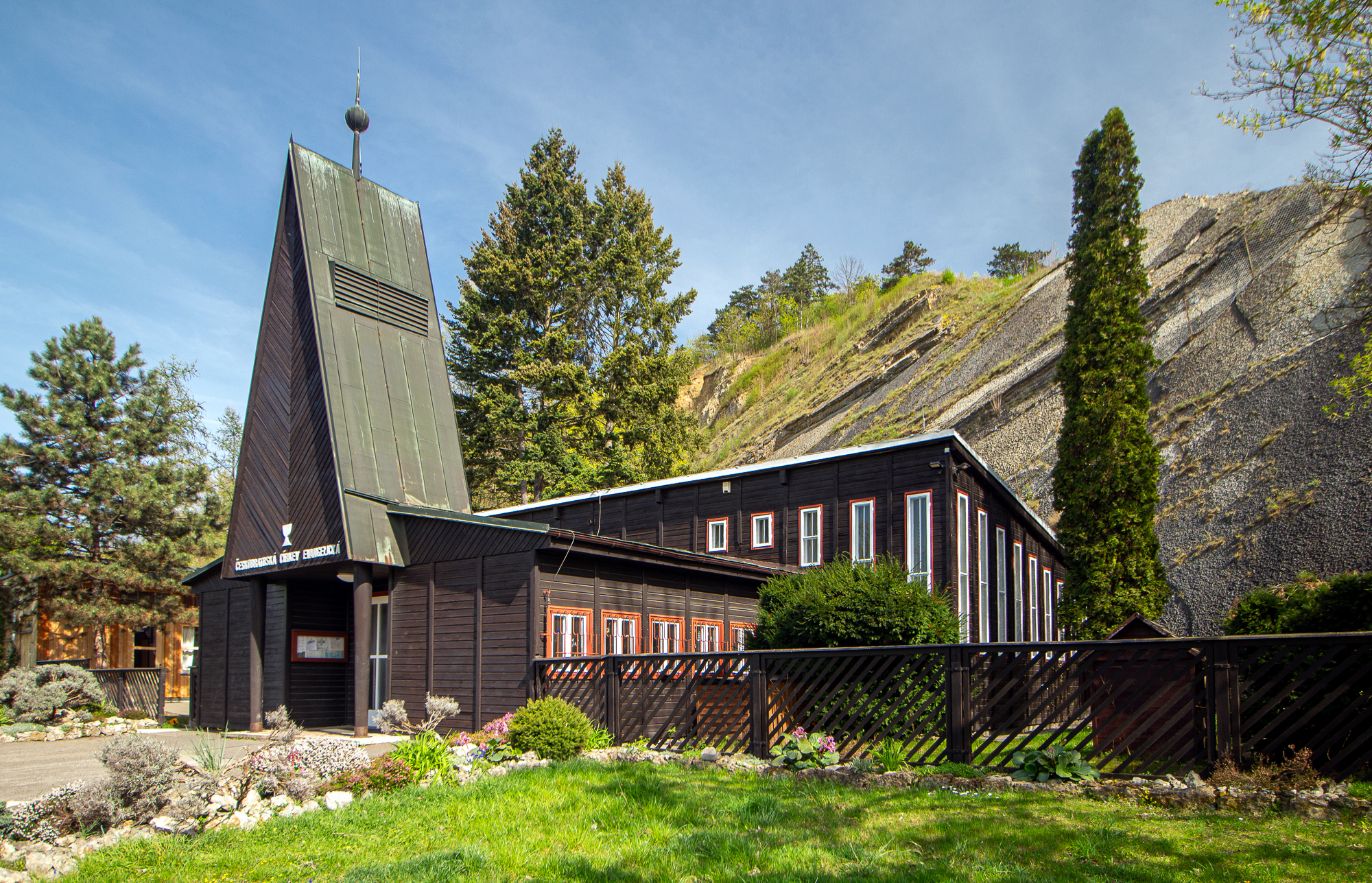
Evangelický kostel v roce 2024, vlevo nová přístavba.

Členy sboru Českobratrské církve evangelické byl kostel zamýšlen jako provizorní zhruba na období 20 let. Plány na jeho nahrazení kamenným chrámem se ale nikdy nerealizovaly, a původní svatostánek tak sboru slouží dodnes. V roce 1989/1990 získal novou apsidu z borového dřeva, která byla ke staršímu jádru přistavěna podle návrhu architekta Davida Vávry. V roce 2016 se začala stavět vedle kostela nová přístavba, kterou navrhl architekt a herec (a člen sboru) David Vávra. Stavba byla otevřena v září roku 2017 a získala později název EVEN.
Mezi roky 2022 a 2023 proběhla rekonstrukce vnitřního vybavení kostela (výměna podlah, lavicí, varhan). Původní podobenství od B. Šebka na 4 žebrech stropu (zhotovena v roce 1948, obnovena v roce 1974), byla po rekonstrukci obnovena Natalií Geyets.

## Historie sboru
Do roku 1952 počet členů sboru přesahoval 730, bohoslužeb se průměrně účastnilo 90 osob, na náboženství chodilo více než 100 dětí. V roce 1953 byla upravena sborová hranice mezi Braníkem a Nuslemi – k Braníku byla přifařena část Podolí. Počet členů sboru se tak zvýšil o 179. Od roku 1958 se začal snižovat počet věřících při bohoslužbách, dětí v nedělní škole i na hodinách náboženství, např. v roce 1959 se na něj přihlásily jen 4 děti. Od roku 1961 jeho výuka skončila. Oživení činnosti přišlo koncem 60. let; od října 1968 fungoval při sboru evangelický skautský oddíl, v listopadu se v kostele poprvé konaly ekumenické bohoslužby.
V říjnu 1969 byl v kostele přepaden farář Timoteus Pokorný († 1972). Lupič, který v noci vlezl do kostela oknem, na faráře namířil pistoli, svázal ho a sebral mu osobní věci, hodinky, peníze a doklady. V prosinci byl farář hospitalizován, téměř dva měsíce nemohl kázat.
Od roku 1972 byla ekumenická shromáždění zakázána.
V roce 1973 nastoupil farář Luděk Rejchrt a zůstal ve sboru až do roku 2009, kdy odešel do důchodu.  Současným farářem je David Nečil. 

## Bohoslužby
V kostele se konají pravidelné bohoslužby každou neděli v 9.30 a ve 14.00.